# Chrysler

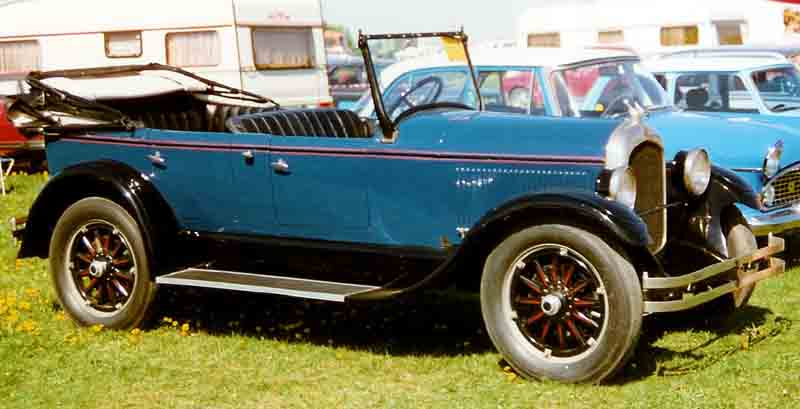
Chrysler Model B-70 uit 1924.

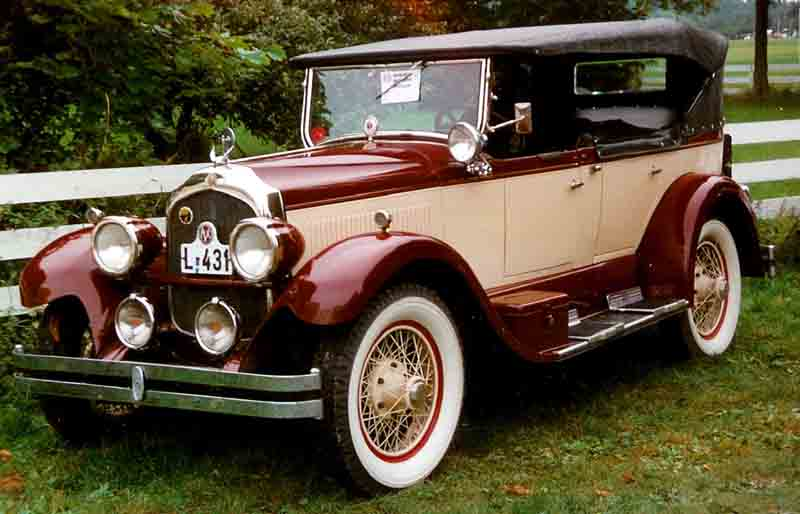
Chrysler Series E-80 uit 1926.

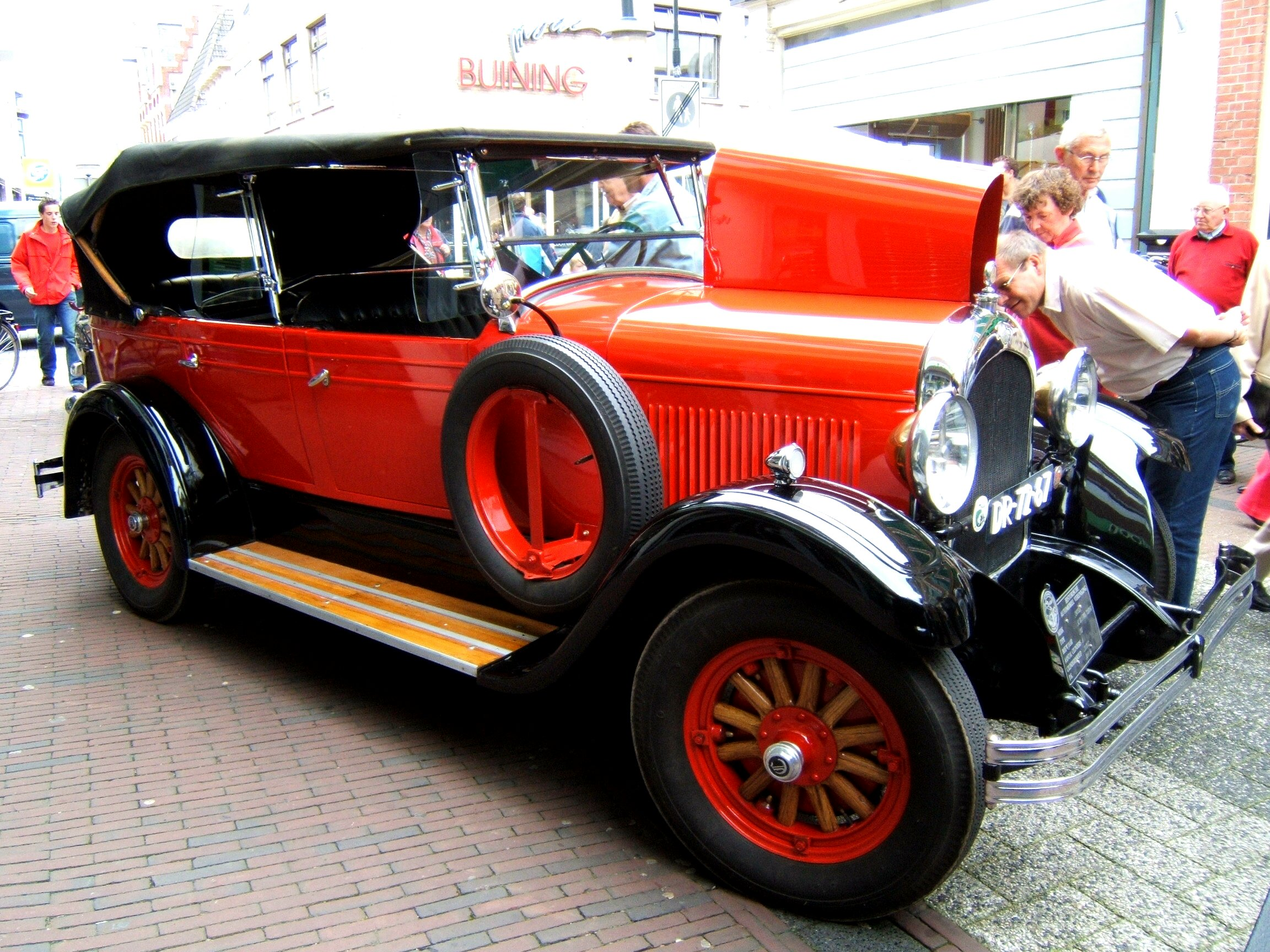
Chrysler 63-six uit 1927.

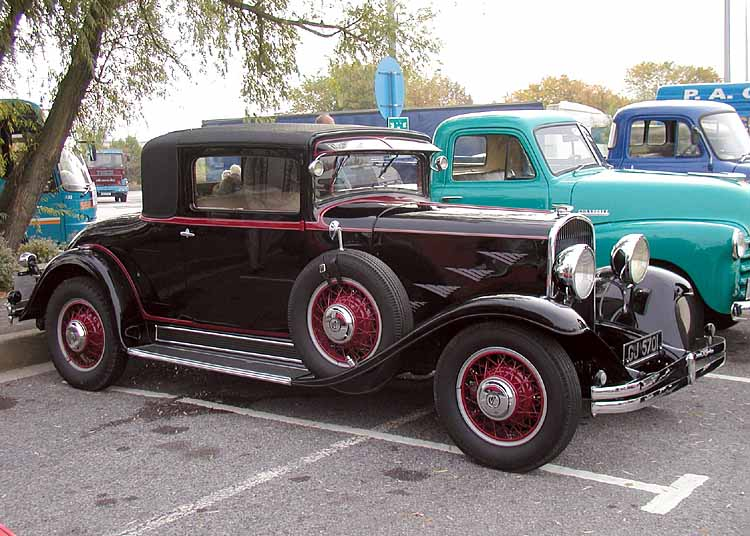
Chrysler Model 77 uit 1929.

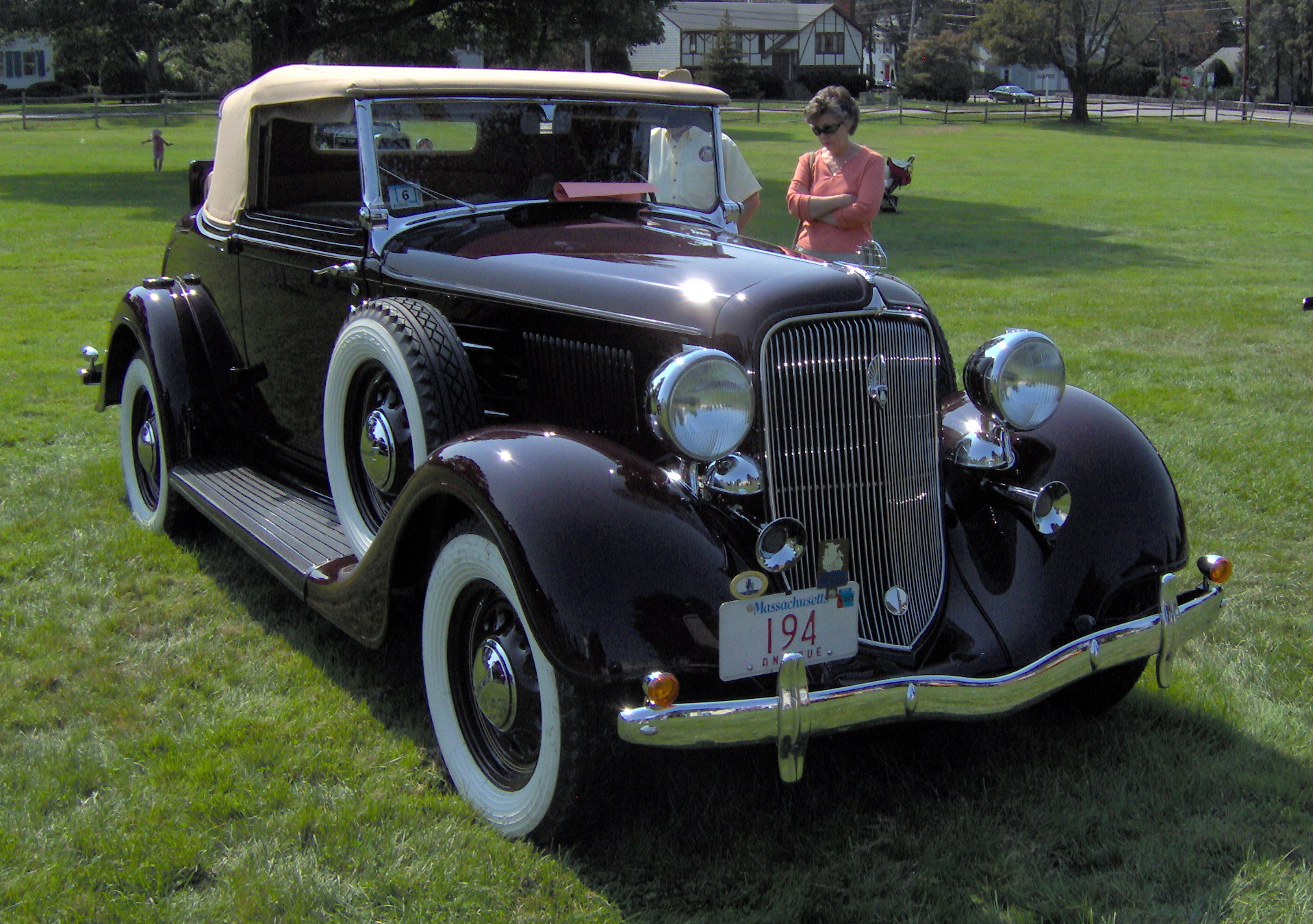
Plymouth PE DeLuxe uit 1934.

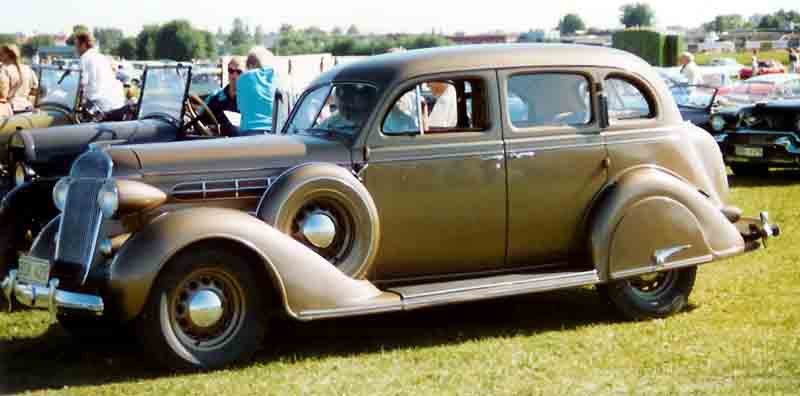
Chrysler Airstream Series C-7 uit 1936.

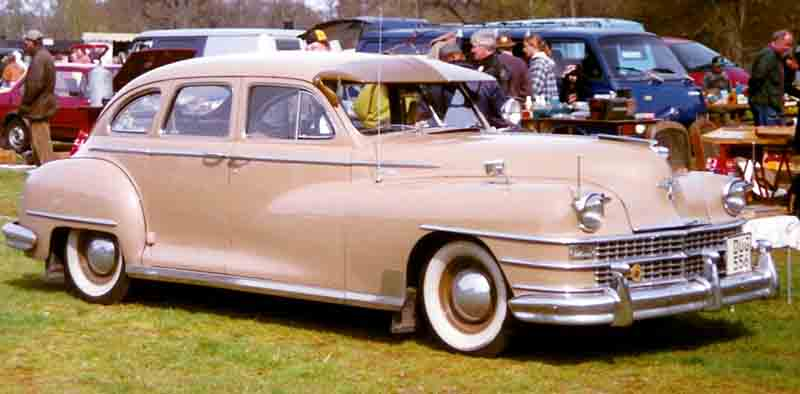
Chrysler Windsor uit 1946.

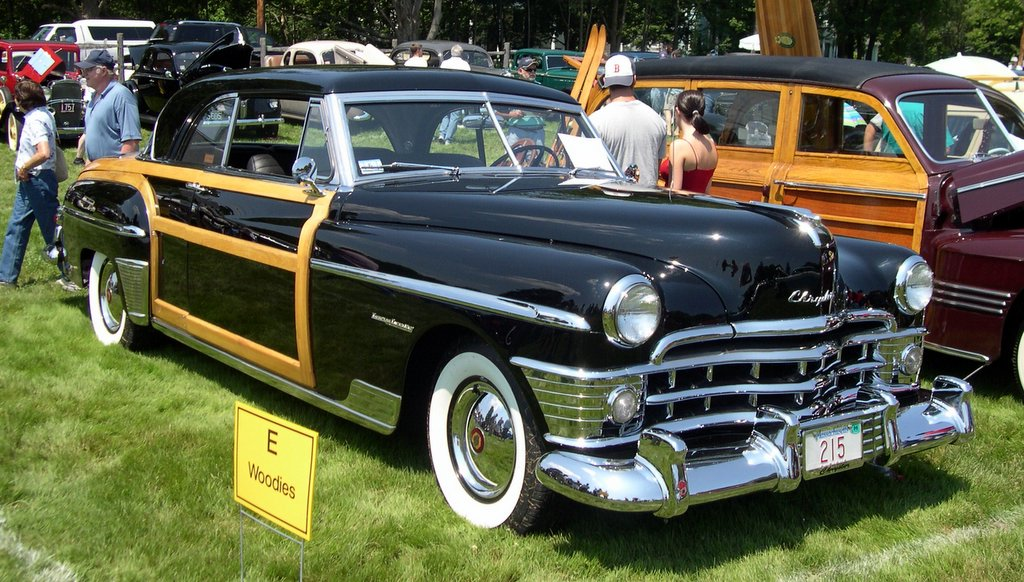
Chrysler Newport uit 1950.

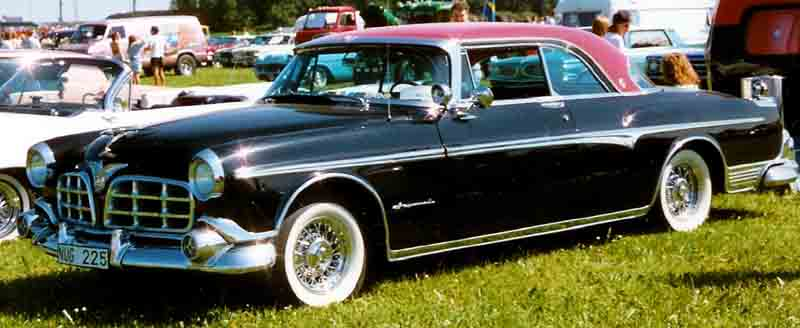
Chrysler Imperial Newport uit 1955.

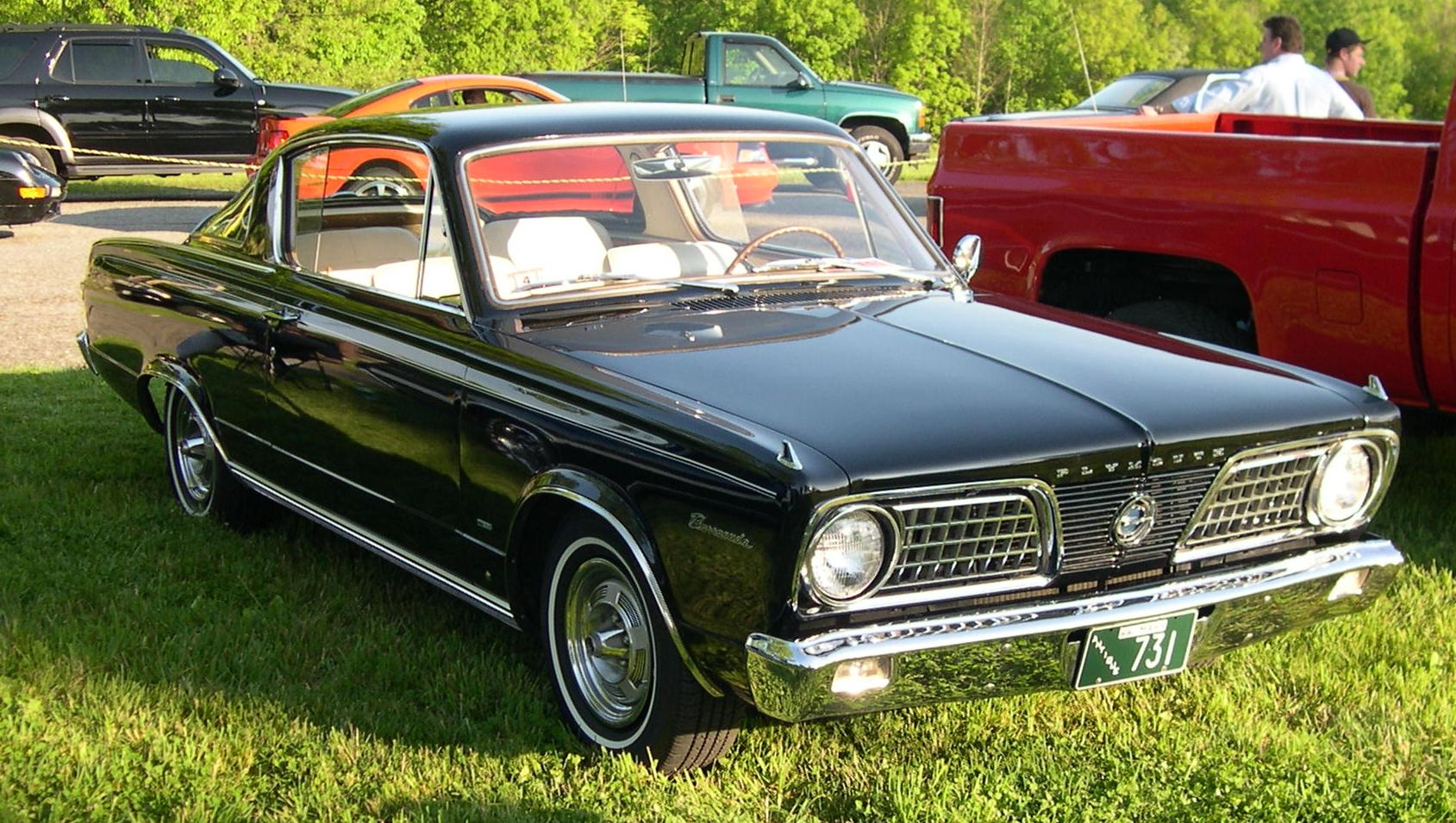
Plymouth Barracuda uit 1966.

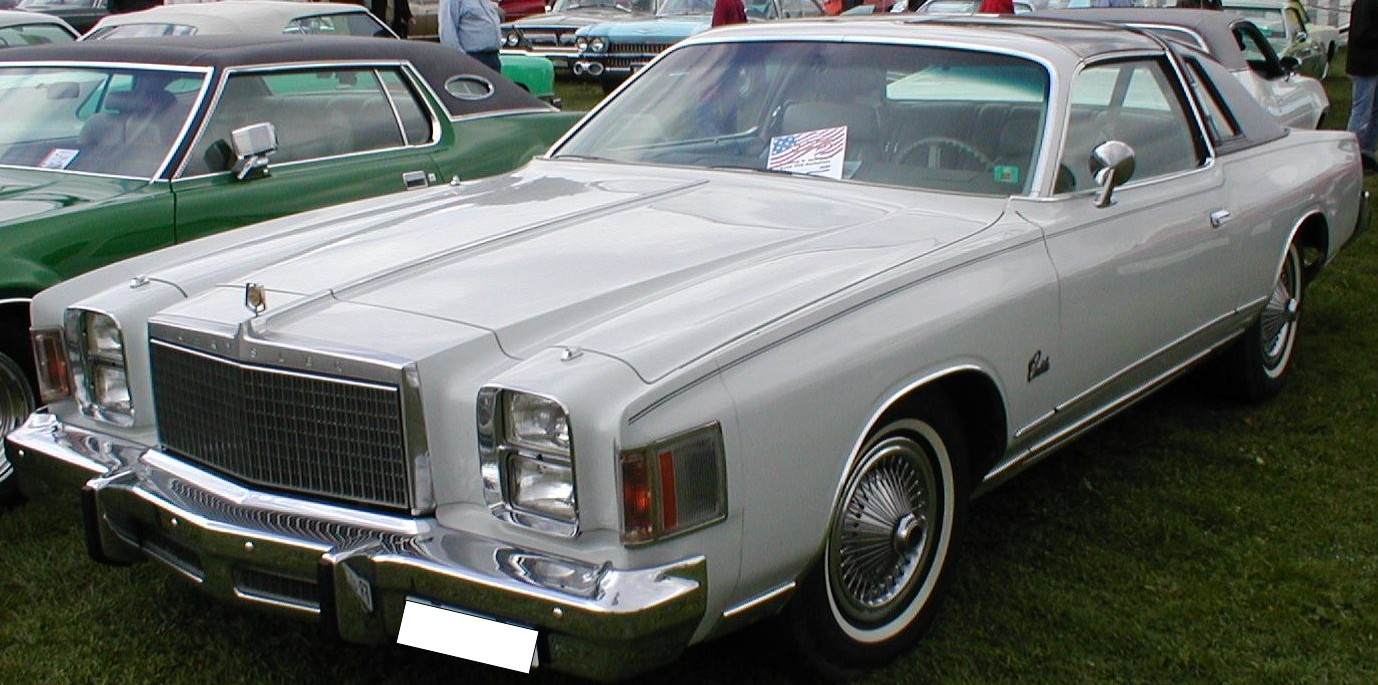
Chrysler Cordoba uit 1978-1979.

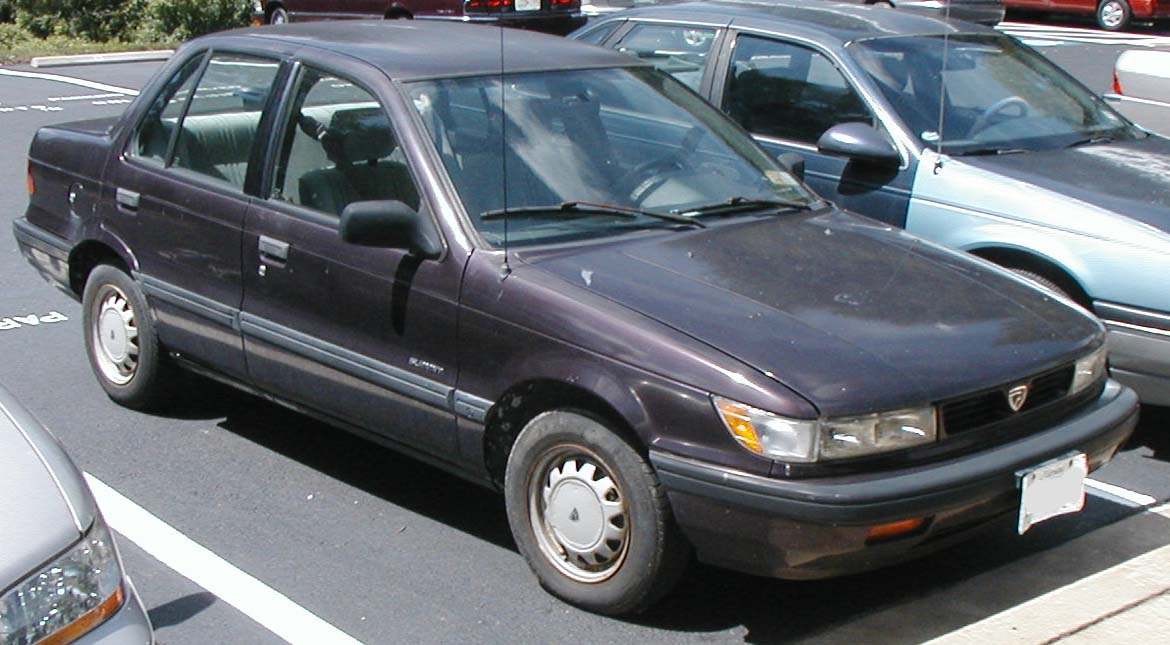
Eagle Summit (Mitsubishi Galant) uit 1989-1992.

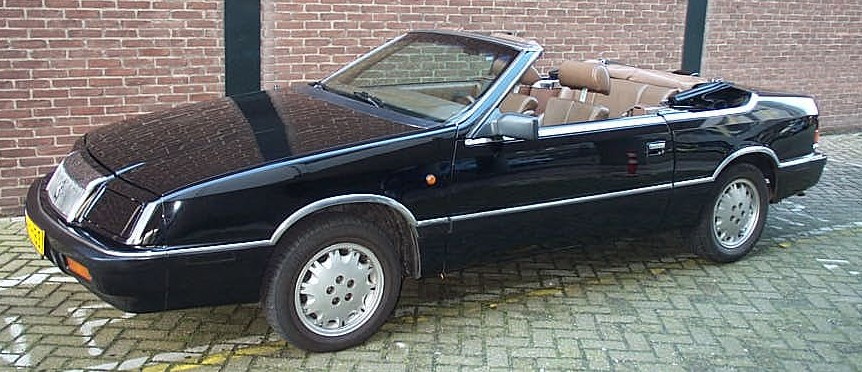
Chrysler LeBaron uit 1990.

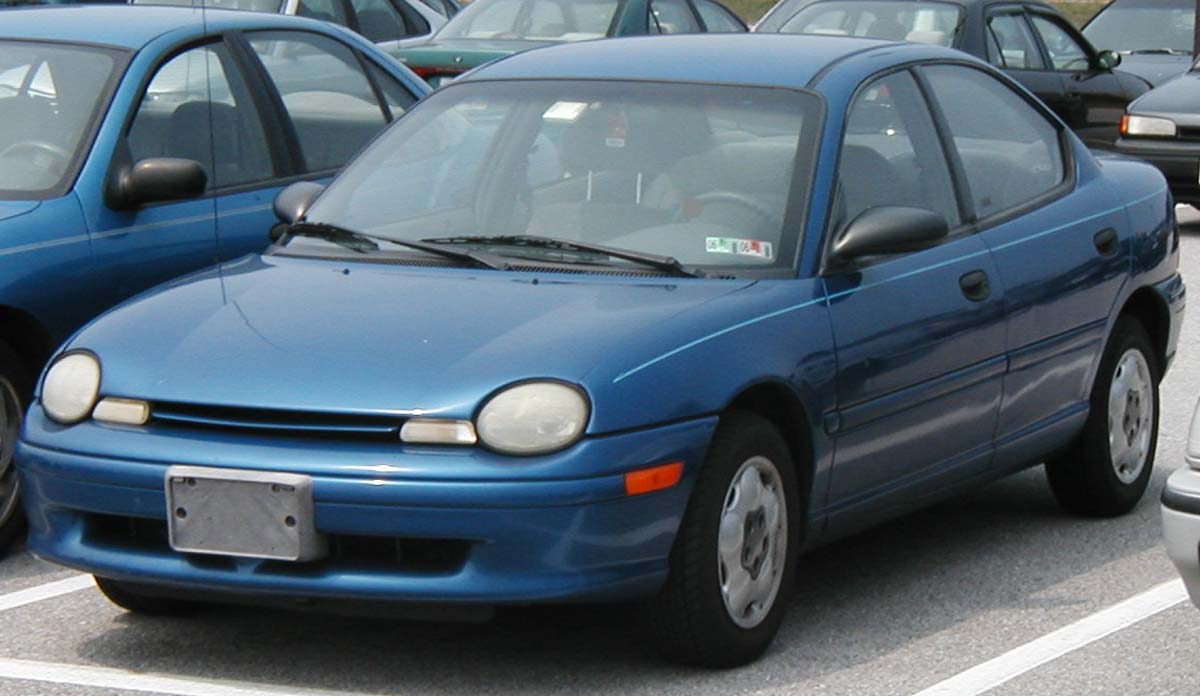
Dodge/Plymouth Neon uit 1995-1999.

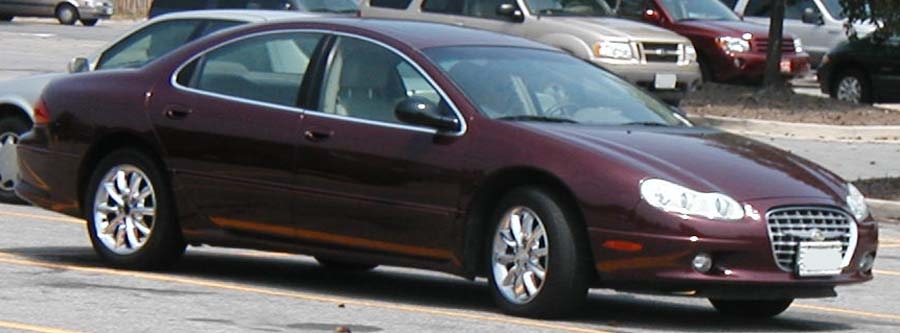
Chrysler LHS uit 1999-2003.

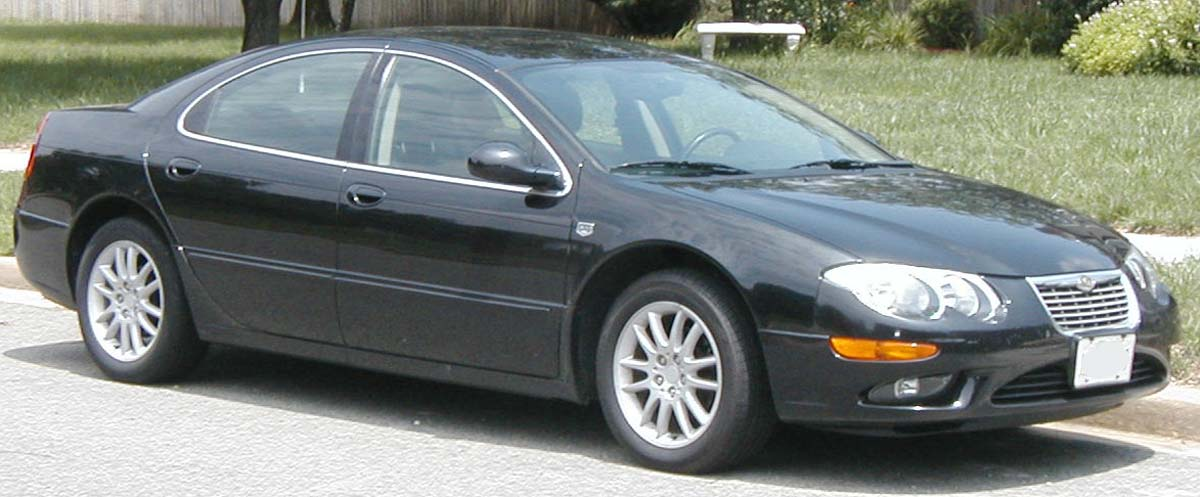
Chrysler 300M uit 1999-2004.

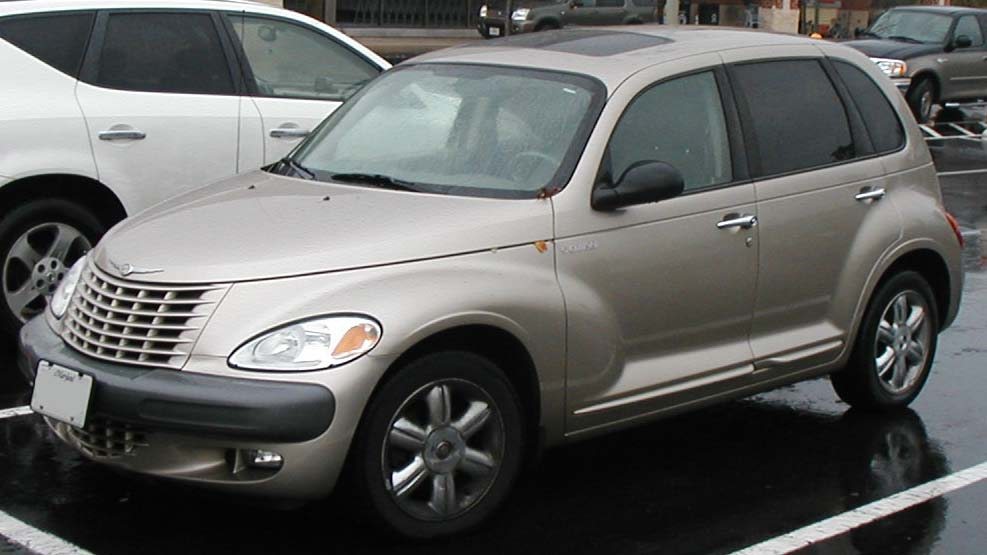
Chrysler PT Cruiser uit 2001-2005.

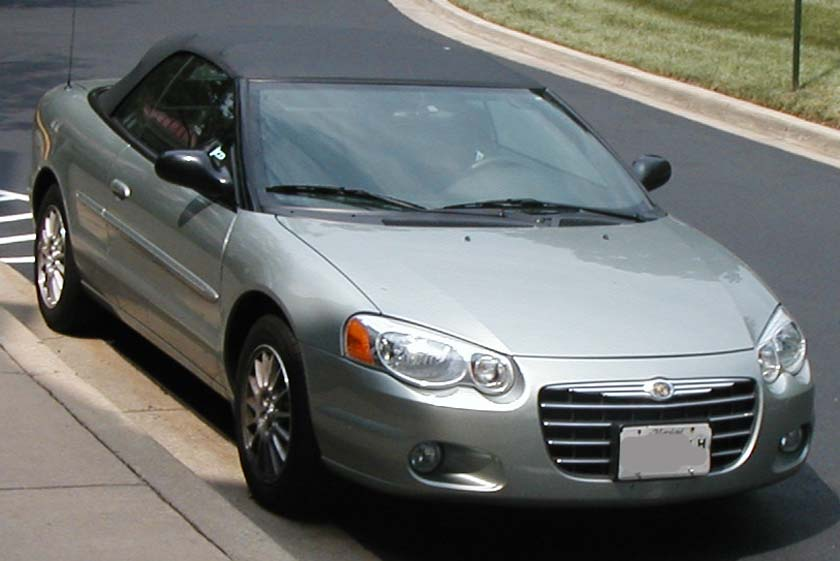
Chrysler Sebring uit 2004-2006.

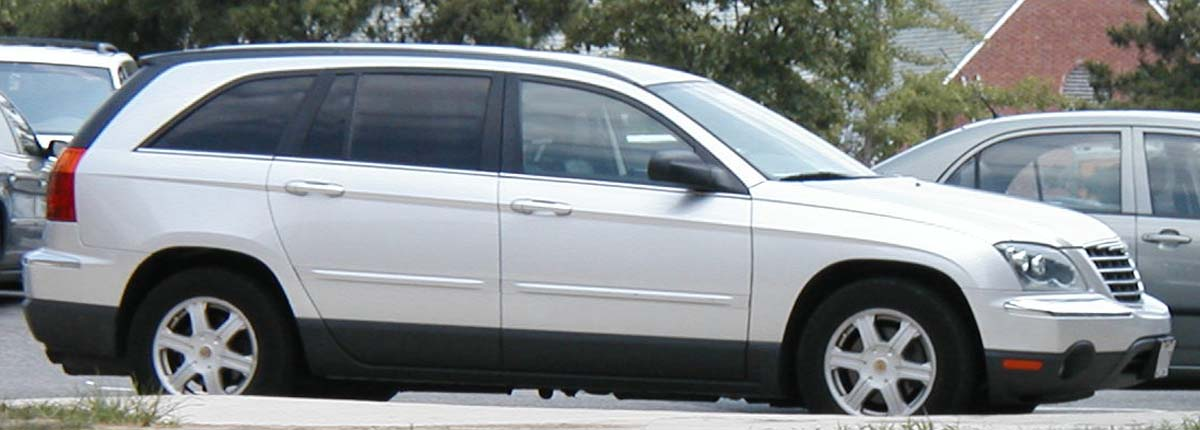
Chrysler Pacifica uit 2004-2006.

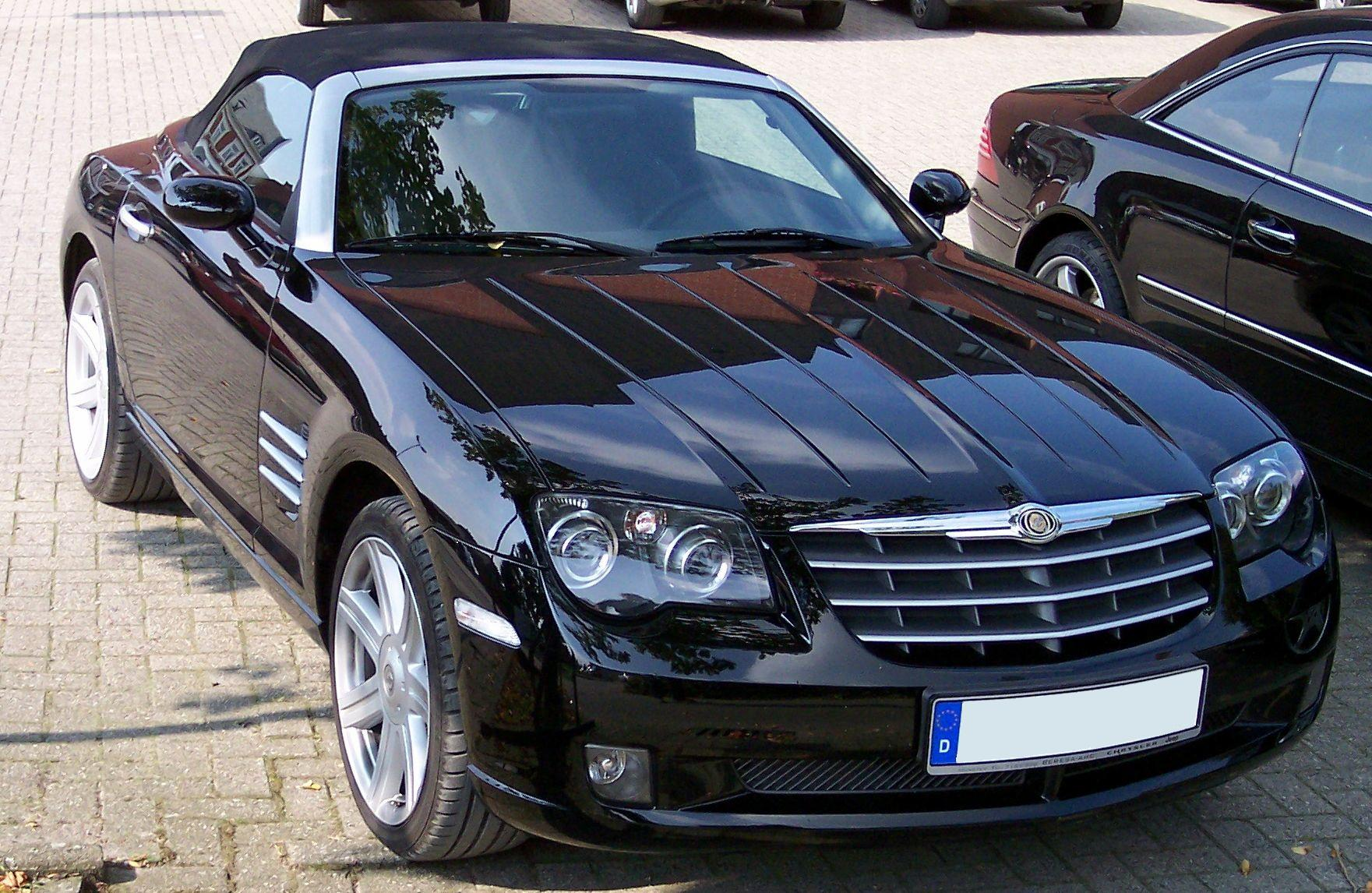
Chrysler Crossfire uit 2004-2006.

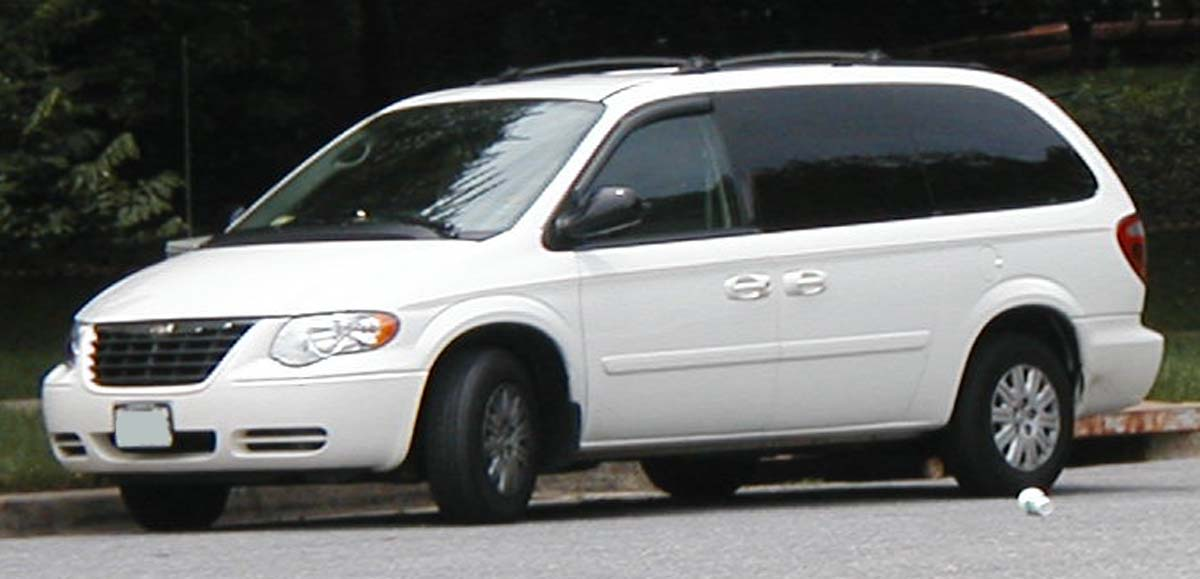
Chrysler Town & Country (Voyager) uit 2005-2006.

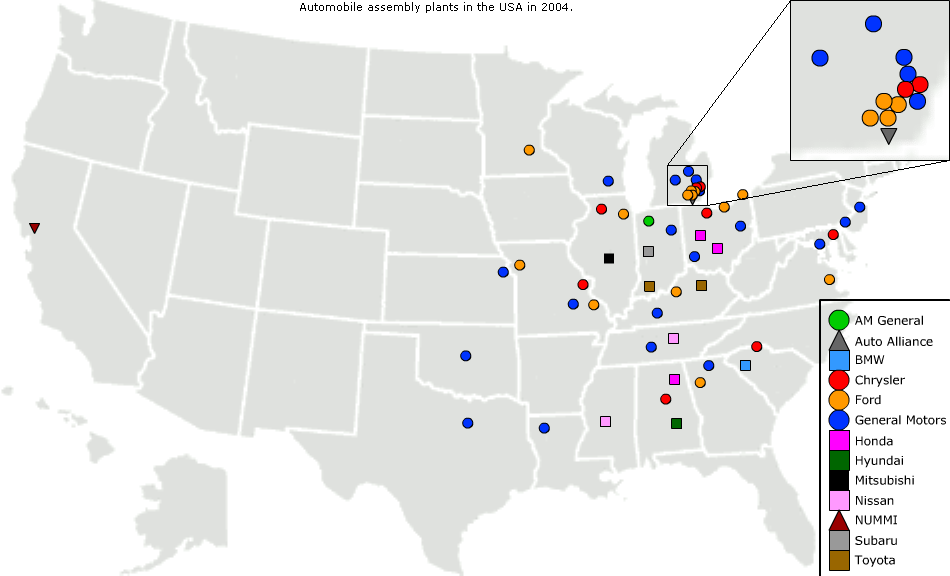
Rood: assemblagefabrieken van Chrysler in de VS.

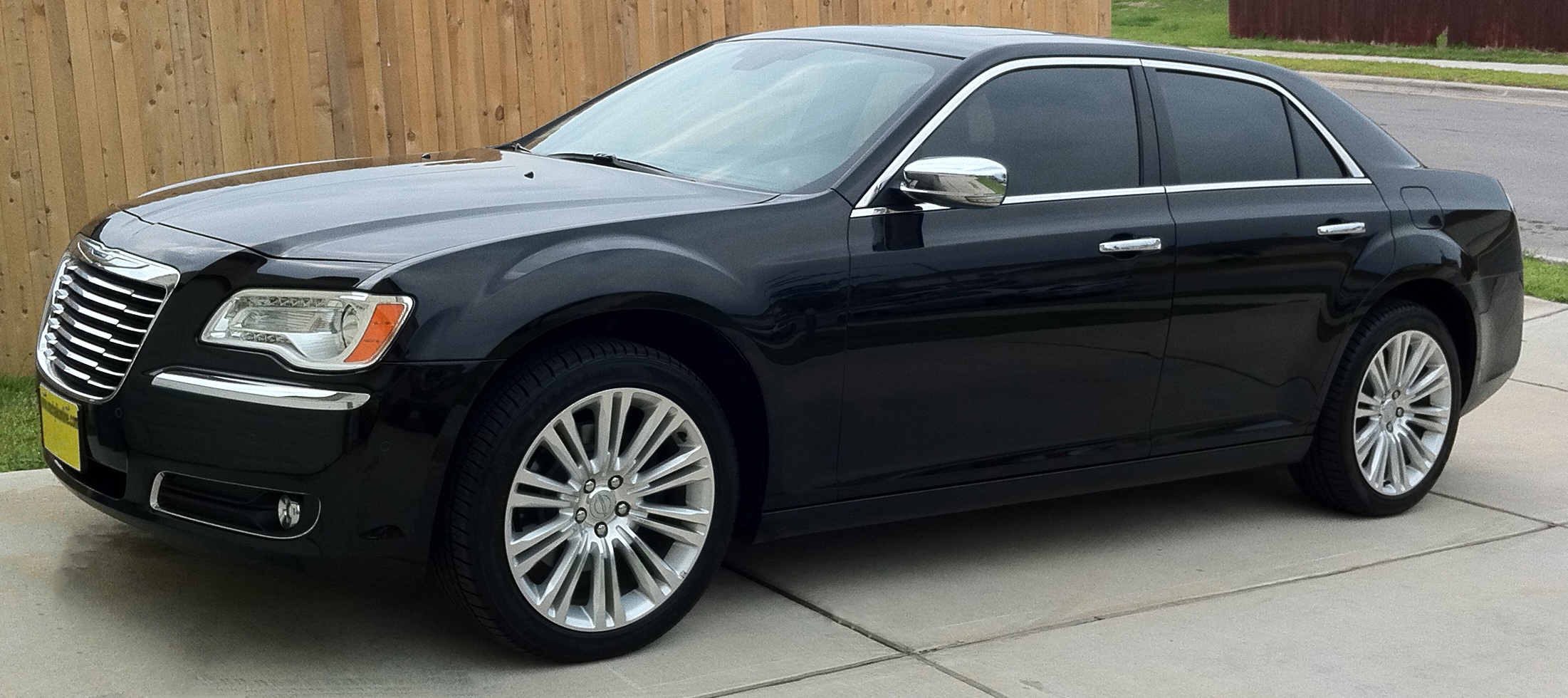
2011 Chrysler 300

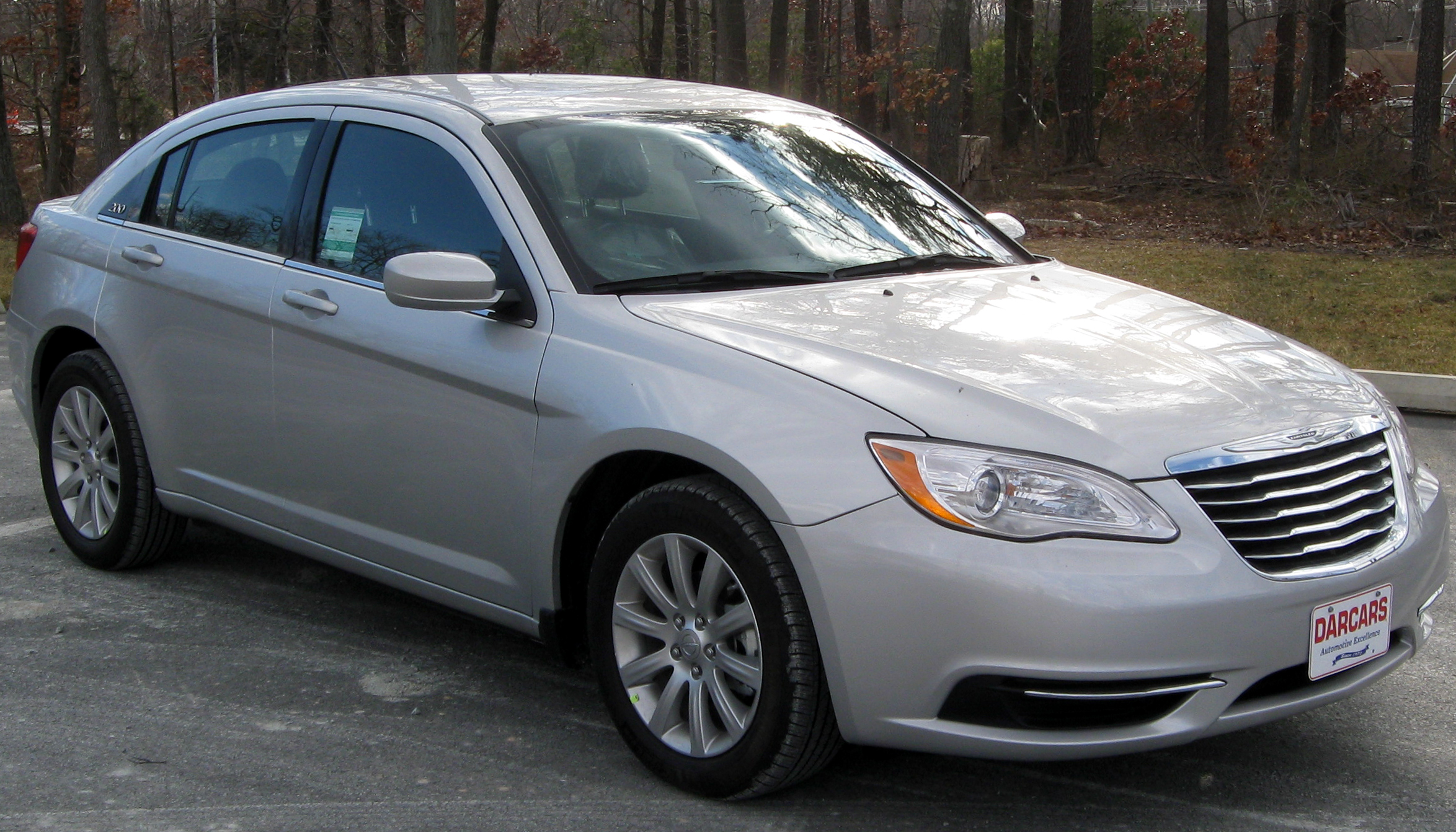
2011 Chrysler 200

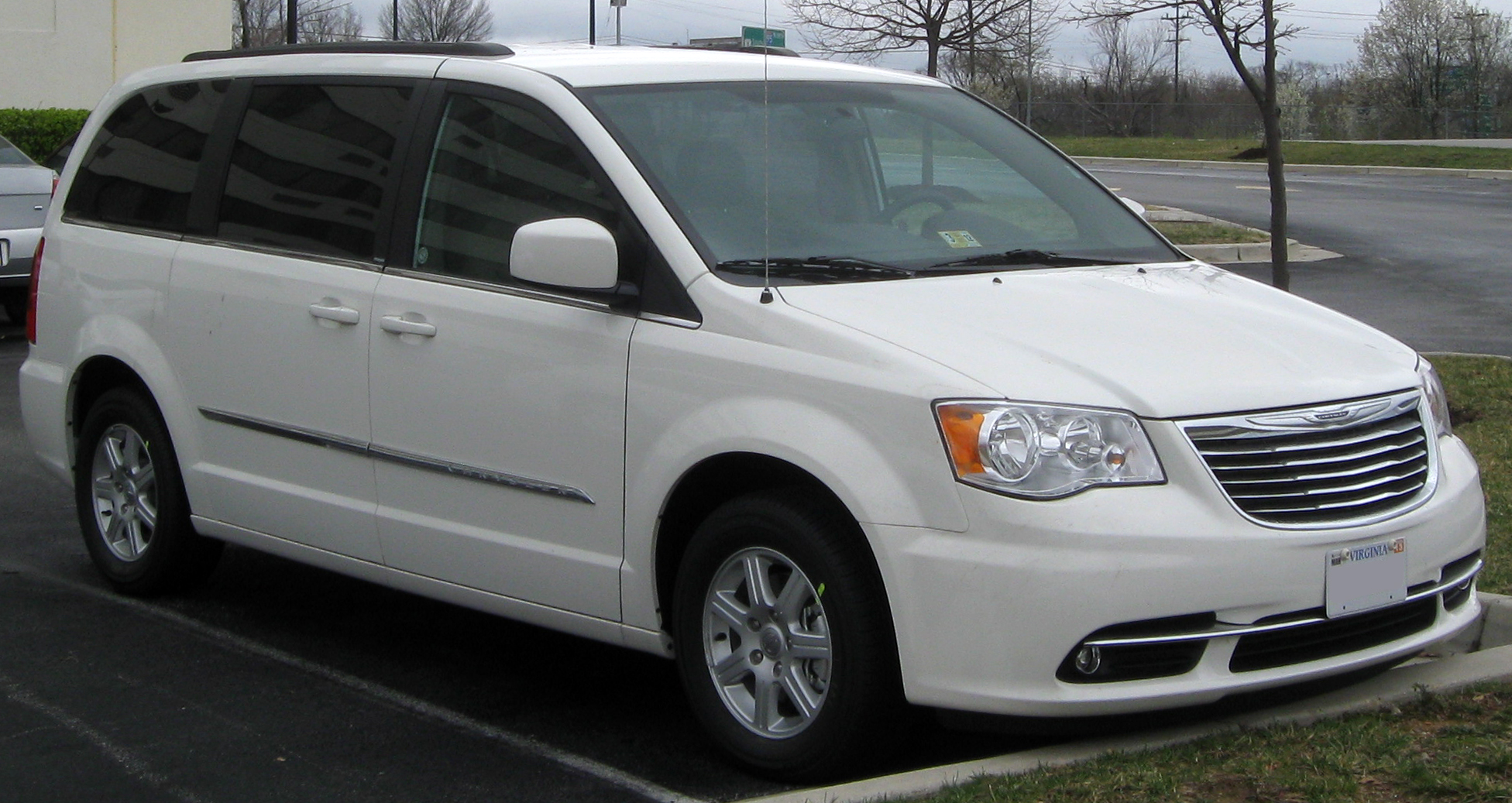
2011 Chrysler Voyager/Town & Country

FCA US LLC ofwel Chrysler is een autofabrikant uit de Verenigde Staten die in 1925 werd opgericht door Walter Chrysler. Het bedrijf behoort samen met General Motors en Ford Motor Company tot de Grote Drie in de VS. Chrysler kwam op 10 juni 2009 uit een surseance van betaling-procedure (Chapter 11). Sinds 2 januari 2014 was Chrysler volledig in handen van Fiat. Na een interne reorganisatie was FCA US sinds oktober 2014 een dochteronderneming van Fiat Chrysler Automobiles welke is opgegaan in een fusie met PSA tot Stellantis.

## Geschiedenis

### Voorgeschiedenis

#### Walter Chrysler
Walter Chrysler werd in 1875 geboren. Na zijn schooltijd werkte hij bij de spoorwegen. Hij werd manager bij de American Locomotive Company toen die in de auto-industrie wilde stappen. Dat kwam niet van de grond en in 1911 werd Chrysler directeur van de Buick Motor Company. In 1919 stapte hij over naar Willys-Overland. Daar probeerde hij John Willys, oprichter en de man die hem had aangenomen, eruit te zetten met een overnamebod. De aandeelhouders hielden hem tegen en in 1921 vertrok Chrysler er.

#### Maxwell
Het automerk Maxwell werd opgericht in 1903 en stond tegen 1920 op de rand van het faillissement. Walter Chrysler werd binnengehaald om de zaak te redden. Het bedrijf werd in de etalage gezet maar het kocht zichzelf terug. In mei 1921 werd de Maxwell Motor Company omgevormd tot de Maxwell Motor Corporation met Walter Chrysler als voorzitter van de raad van bestuur. In 1922 kocht Maxwell de activa van Chalmers over. Maxwell leasete reeds sinds 1917 een fabriek van die autobouwer omdat Maxwell toen goed verkocht en Chalmers niet.

### Het begin
Op 6 juni 1925 richtte Chrysler de Chrysler Corporation op met zichzelf als directeur en voorzitter van de raad van bestuur. Chrysler nam Maxwell over en in mei werd Maxwell uitgefaseerd en vervangen door de nieuwe Chrysler Four. De eerste modellen van Chrysler waren grotendeels gebaseerd op die van Maxwell.
In juni 1928 startte Chrysler met het nieuwe goedkopere merk Plymouth. In juli van datzelfde jaar werd ook de productie voor een middenklasser gestart. In augustus werd die gelanceerd onder de merknaam DeSoto. In juli nam Chrysler ook al Dodge over voor US$170.000.000. Ook Dodge kwam in de middenklasse terecht, en werd daar net boven DeSoto gepositioneerd. In 1933 werden de posities van Dodge en DeSoto omgewisseld om de verkopen van Dodge op te drijven.
Ook nog in 1928 werd de Chrysler Export Corporation opgericht. In 1929 werd de Chrysler Motor Parts Corporation opgericht, die later Mopar zou worden. Dat jaar werd ook de bouw van het Chrysler Building aangevangen. Dat gebouw moest het toekomstige hoofdkantoor worden en was even het hoogste gebouw ter wereld. In 1931 werd het voltooid en in 1947 werd het verkocht.

### De Airflow
In 1934 introduceerde Chrysler de Airflow. Die had een voor die tijd ongezien aerodynamisch koetswerk en was het eerste automodel dat met behulp van een windtunnel ontwikkeld werd. Het model werd bijzonder slecht ontvangen door de kopers. Die waren in tijden van crisis niet klaar voor dergelijke radicale vernieuwingen. Het falen was een grote verrassing voor Walter Chrysler die in de Airflow de toekomst van de automobiel zag. Chrysler kon nog terugvallen op haar klassieke modellen maar DeSoto, waarvan de DeSoto Airflow het enige model was, kon dat niet en kwam in de problemen. In 1936 werd de Airflow vervangen door de minder radicale Chrysler Airstream. Uiteindelijk waren het Dodge en Plymouth die Chrysler en DeSoto door de moeilijke jaren 1930 hielpen. Plymouth was daarbij een van de enige merken die de verkoop zag stijgen tijdens de depressie.
Verder in de jaren 1930 was Chrysler de eerste die een gebogen voorruit uit één stuk introduceerde. Dat was in 1934 op de
Chrysler Custom Imperial Airflow CW. Nog werd dat jaar de Airtemp Division opgericht voor de productie van verwarmings- en koelingtoestellen en kocht Chrysler de Wyoming Avenue-fabriek van General Motors.
Ten slotte stierf oprichter Walter Chrysler op 18 augustus 1940.

### De Tweede Wereldoorlog
Reeds lang voor de Tweede Wereldoorlog was Chrysler een van de grootste defensiebedrijven van de Verenigde Staten. Voor het begin van die oorlog werden ook al voorbereidingen getroffen tot oorlogsproductie. Chrysler kon op enkele weken tijd de productie overschakelen op lichte tanks en op een maand tijd een nieuwe fabriek operationeel maken met machines uit de auto-assemblagefabrieken.
In 1940 tekende Chrysler een contract met de Amerikaanse overheid voor de bouw van de Detroit Arsenal Tank Plant in Warren (Michigan) en de productie van tanks. Dat contract was US$54,5 miljoen waard. In januari 1941 leasete Chrysler een fabriek van de Graham-Paige Motor Company voor de productie van onderdelen voor de B-26 Marauder bommenwerper. Ook ontwikkelde Chrysler zelf een nieuwe V12 vliegtuigmotor.
Eind maart 1941 kreeg Chrysler een nieuw contract voor de productie van 40mm-luchtafweergeschut. De onderdelen werden vervolgens in verschillende fabrieken van Chrysler gemaakt en dan geassembleerd. Op 24 april rolde ook de eerste M3 Grant-tank van de band. Op 21 juli kreeg Chrysler een extra order voor de tanks van US$75 miljoen, of ongeveer 2000 stuks.
Naast de voorgaande produceerde Chrysler ook nog veldkeukens, koelkasten, ontstekingen, granaten, landingsgestellen en militaire ambulances en vrachtwagens. Dodge alleen al produceerde een kwart miljoen Beeps. De productie van auto's bleef intussen wel doorgaan. Vanaf 1941 werd die gehinderd door materiaaltekorten. Op 31 januari 1942 kwam de productie van het merk Plymouth tot stilstand.

### Na de oorlog
Pas in 1949 introduceerde Chrysler nieuwe modellen voor al haar merken. In 1951 verscheen ook de eerste versie van Chryslers bekende Hemi V8-motor. De Hemi verscheen eerst in Chryslers topmodellen en een jaar later ook in de DeSoto Firedome. In 1953 nam Chrysler de Briggs Manufacturing Company over voor US$35 miljoen. Dat bedrijf produceerde tot dan koetswerken voor Packard. Chrysler bleef dit verder doen tot het einde van het jaar.
Door het debacle met de Airflow bouwde Chrysler na de oorlog conservatieve auto's. De modellen kwamen niet meer overeen met de veranderende smaak van de consumenten. Die werden verleid door de innoverende stijl van de concurrentie die steeds langere, bredere en lagere auto's bouwde. Ook begon de bouwkwaliteit van Chrysler in de jaren 1950 te tanen. Chrysler, toen nog de nummer twee op de Amerikaanse markt, werd voorbijgestreefd door Ford. Het viel naar de derde plaats met een marktaandeel van ongeveer 20%.
In 1955 haalde Chrysler ontwerper Virgil Exner binnen. Onder diens Forward Look-stijl waaide er opnieuw een frisse wind doorheen Chryslers gamma. De nieuwe stijl hield onder meer grote staartvinnen, gebogen glas, een lagere daklijn, een langere motorkap en een meer agressief uiterlijk in. Daarmee stond Chrysler opeens weer aan het front van het vernieuwend design. Doch werden de nieuwe modellen te snel in productie gebracht met kwaliteitsproblemen tot gevolg. Gecombineerd met een economische recessie zorgde dit er ook voor dat Chrysler in slechte papieren bleef zitten.
Nog in 1955 werd de Chrysler Imperial afgesplitst in de aparte merknaam Imperial. Imperial bleef nog tot 1975 op zichzelf waarna het werd stopgezet. Het model van het merk ging toen over naar Chrysler als de Chrysler New Yorker. Van 1981 tot 1983 werd het merk weer even nieuw leven ingeblazen even maar bij gebrek aan succes werd het opnieuw van de markt gehaald.

### Het buitenland
Chrysler wilde net als General Motors en Ford Motor Company ook een multinationale autobouwer worden. In tegenstelling tot deze twee had Chrysler nooit voet aan wal gekregen buiten Noord-Amerika.
In 1958 kocht Chrysler de Nederlandse autofabriek Nekaf (Nederlandsche Kaiser-Frazer Fabrieken NV), gevestigd aan de Waalhaven in Rotterdam. Deze fabriek assembleerde Jeeps voor het Nederlandse leger en bouwde ook Simca's af. De fabriek bleef to 1971 bestaan, er werden op het laatst voornamelijk Amerikaanse Chryslers, onder andere de Valiant, geassembleerd. In 1958 jaar nam Chrysler een belang van 25% in het Franse Simca over van Ford. In 1960 werd Simca opgesplitst in Simca Automobiles en Simca Industries voor respectievelijk de auto-activiteiten en de niet-auto-activiteiten. In 1963 verhoogde Chrysler haar belang tot 63%. Daarnaast werd Chrysler Internation S.A. opgericht als opvolger van Chrysler Export Corporation met het hoofdkantoor in Genève (Zwitserland).
In 1964 nam Chrysler een belang van 30% in de Britse Rootes Group die onder meer de automerken Hillman, Sunbeam en Humber en de vrachtwagenmerken Karrier en Commer omvatte. In mei 1966 werd dat belang verhoogd tot 77%. Simca en Rootes werden in 1967 samengebracht in Chrysler Europe. Vooraleerst werden alle inbegrepen merken behouden maar vanaf 1975 werden ze een voor een uitgefaseerd en vervangen door de merknaam Chrysler. De naam Simca bleef wel behouden.
De verwarrende benamingen van de modellen, de alledaagse stijl ervan en de ondermaatse bouwkwaliteit zorgden ervoor dat Chrysler in Europa niet echt van de grond kwam. Intussen was Chrysler op de thuismarkt in zware financiële problemen gekomen en dus had de nieuwe grote man, Lee Iacocca, daar meer dan werk genoeg. Allerminst geïnteresseerd in de Europese markt verkocht hij Chrysler Europe aan PSA Peugeot Citroën voor één symbolische Franse franc. PSA kreeg daarmee de productiesites in handen, maar nam ook de aanzienlijke schulden over. Chrysler werd vervangen door Talbot en de divisie voor commerciële voertuigen, die de merknaam Dodge hanteerde, werd verkocht aan Renault Trucks. In 1984 werd de Renault Espace gelanceerd; Europa's eerste monovolume. Het model was meegekomen uit Chrysler Europe, te riskant bevonden door PSA en doorgesluisd naar Renault. Een kapitale fout, zo bleek later.

### Ondertussen in de VS
Chrysler was in 1960 de eerste van de Grote Drie die de zelfdragende carrosserie introduceerde in de VS. Ook werd de compacte Valiant geïntroduceerd. Gedurende één jaar was Valiant een apart automerk. In 1961 werd het model overgenomen door Plymouth als de Plymouth Valiant. In Canada bleef het merk Valiant tot 1966 op zich bestaan.
De verkoop van het merk DeSoto ging intussen jaar na jaar achteruit. In oktober 1960 werd de laatste DeSoto gelanceerd. Die heette gewoon DeSoto en kreeg geen modelbenaming meer. Op 30 november 1960 werd de productie stilgelegd en na modeljaar 1961 was het definitief gedaan met het merk. De doelgroep van DeSoto werd daarop overgenomen door de goedkopere Chrysler Newport.
In april 1964 werd de Plymouth Barracuda op de markt geïntroduceerd. Hij was de Ford Mustang twee weken voor en wordt daarom weleens gezien als de echte eerste pony car. Ondanks de hogere kwaliteit van de Barracuda verkocht de Mustang toch 10 keer beter en was het de Mustang die legendarisch werd. Later in de jaren 1960 kwam de muscle car op. Chrysler boorde het nieuwe segment aan met de Plymouth GTX en de -Road Runner en de legendarische Dodge Charger.
In 1969 kocht Chrysler een belang van 15% in Mitsubishi Motors Corporation en gingen de twee een alliantie aan. Chrysler begon daarop Mitsubishi's te importeren in de VS en te verkopen onder haar eigen merknamen. In 1971 werd zo de Mitsubishi Colt naar de VS gehaald en op de markt gebracht als de Dodge Colt. In 1985 werd de band tussen beiden nog versterkt door de oprichting van Diamond-Star Motors. Deze joint venture hield een fabriek in de Verenigde Staten in die voor beide autobouwers auto's produceerde.

### De crisisjaren
Chrysler zette de jaren 1970 goed in met recordverkoopcijfers in 1972 en 1973. Doch brachten de oliecrisis van 1973 met bijhorende hoge benzineprijzen, hoge rente, inflatie en een verminderde consumptie het concern halfweg het decennium aan de financiële afgrond. De klanten vroegen om compacte auto's en die had Chrysler nauwelijks. Toen de oliecrisis van 1979 toesloeg werd Chrysler op de knieën gedwongen en was het concern zo goed als bankroet.
Op 20 december 1979 keurde het Amerikaans Congres de Chrysler Corporation Loan Guarantee Act goed. Toenmalig president Jimmy Carter ondertekende hem op 7 januari 1980. Chrysler kreeg hierdoor voor US$1,5 miljard aan leningswaarborgen toegekend van de Amerikaanse overheid om het faillissement te vermijden. Het personeel moest loon inleveren en de toeleveranciers moesten goedkoper leveren. Hierdoor kon Chrysler overeind blijven ondanks de recordverliezen die in 1980 opliepen tot US$1,7 miljard.

### Het herstel
Nieuwe modellen brachten beterschap begin jaren 1980. De nieuwe Dodge Aries en Plymouth Reliant, die ontwikkeld waren met een beperkt budget, namen een goede start. Chrysler schreef in 1982 opnieuw zwarte cijfers, de eerste in vijf jaar, en begon snel haar leningen af te betalen. Daartoe was ook flink geherstructureerd. Zo werd de helft van het kantoorpersoneel weggesnoeid. In augustus 1983 waren de federale leningen afbetaald, zeven jaar vroegtijdig.
In 1979 begon Chrysler ook aan de ontwikkeling van een volledig nieuw type voertuig. In 1983 resulteerde het project in de Dodge Caravan en de Plymouth Voyager, 's werelds eerste monovolumes; Minivan genoemd in de VS. De minivan sloeg in als een bom en werd meteen een kaskraker voor Chrysler, zowel in Amerika als in Europa waar de Chrysler Voyager in 1988 op de markt kwam. Via het voormalige Chrysler Europe was het concept ook in Europa verzeild geraakt waar het in 1984 tot uiting kwam in de Renault Espace.
Tot 1987 telde de VS vier grote autoconcerns en in maart dat jaar nam Chrysler (nummer 3) American Motors (nummer 4) over. AMC was op dat moment vooral aanwezig met de merken AMC en Jeep. Rond 1980 was AMC er nog slechter aan toe geweest dan Chrysler en was het al evenzeer zo goed als failliet. AMC had geen heil gevonden in de Amerikaanse overheid maar bij Renault. Het merk AMC was hierna verdrongen door Renault dat haar modellen begon in te voeren. Door de zware investeringen kwam Renault zelf in financiële problemen. Daarom verkochten de Fransen AMC aan Chrysler voor US$1,5 miljard. Chrysler kreeg hiervoor de fabrieken, 1400 dealers en US$800 miljoen aan schulden in handen. Het merk AMC werd vervangen door Eagle, een voormalige modelnaam, maar dat flopte en werd in 1998 weer stopgezet. Jeep overleefde wel, mede door de grote vraag naar SUV's in de jaren 1990.

### Veranderingen
Ondanks de ommekeer in het begin van het decennium kwam Chrysler wederom in zwaar financieel weer. In het vierde kwartaal van 1989 werd een recordverlies van US$664 miljoen opgetekend. In 1988-1989 werden drie assemblagefabrieken gesloten. Wat het gamma betrof deden enkel de minivans het goed. Het ontwikkelen van een nieuw platform voor een nieuwe lijn duurde gewoonlijk meer dan vijf jaar en kostte meer dan US$1miljard. Het L/H-platform uit 1989, dat later de Chrysler Concord, de Dodge Intrepid en de Eagle Vision voortbracht, had het ontwikkelingsbudget met US$1miljard overschreden.
Men kwam tot het inzicht dat een nieuwe manier van werken noodzakelijk was. Automodellen werden bij Chrysler sequentieel ontwikkeld. Voor elke stap in het ontwikkelingsproces was een ander team verantwoordelijk. Die teams kwamen weleens in conflict waardoor veel tijd verspild werd aan aanpassingen. Als geen vergelijk bekomen werd moest iemand van bovenaf de knoop doorhakken. Ook konden suggesties van die bazen maanden van werk uitwissen. Men wilde een nieuwe manier van werken invoeren waarbij elke betrokkene geïntegreerd werd in het productontwikkelingsteam.
Daarnaast waren er ook de toeleveranciers die instonden voor twee derde van de componenten maar die verder nagenoeg geen betrokkenheid bij het ontwikkelingsproces hadden. Toen hun aantal tegen 1996 drastisch gereduceerd was kocht Chrysler nog steeds zo'n 60.000 componenten bij 1140 toeleveranciers, wat zo'n US$34 miljard per jaar kostte. Als die leveranciers meer betrokken werden konden tijd en kosten worden bespaard op de ontwikkeling van de componenten.
Bij AMC gebeurde dit ten tijde van de overname al enige jaren. Tussen 1980 en 1987 had AMC met minder dan 1000 ingenieurs drie modellen ontwikkeld. Chrysler had met vijfmaal meer mensen slechts vier modellen ontwikkeld. Er werd besloten het L/H-platform te herlanceren op basis van deze nieuwe inzichten.
Vanaf begin jaren 1990 ging Chrysler ook regelmatig samenzitten met haar toeleveranciers. Die kwamen soms met zulke goede ideeën op de proppen dat Chrysler het SCORE (Supplier Cost Reduction Efford) programma ontwikkelde. Dit formele programma werd in 1990 aangekondigd en behandelde deze ideeën van de leveranciers. SCORE kende veel succes en in de eerste twee jaren zorgden 875 ideeën voor US$170 miljoen aan besparingen. In 1995 kwamen 3649 ideeën binnen die jaarlijks voor zo'n US$1,7 miljard aan besparingen zorgden. Ook de winst liet niet lang op zich wachten. In de jaren 1980 maakte Chrysler ongeveer US$250 winst per voertuig. In 1994 was die winst gestegen tot US$2110.

### De fusie met Daimler-Benz
In 1998 fuseerde Chrysler met het Duitse Daimler-Benz en werd DaimlerChrysler gevormd. Wat als een fusie van gelijken werd aangekondigd bleek later een overname van Chrysler te zijn. Toch behield de Chrysler Group-divisie een eigen hoofdkwartier in de VS. In 2001 werd Plymouth uitgefaseerd en begonnen Chryslers merken onderdelen te delen met Mercedes-Benz. Een van de eerste resultaten was de Chrysler Crossfire. De alliantie met Mitsubishi verdween toen DaimlerChrysler haar aandeel in de Japanse autobouwer grotendeels van de hand deed. Mitsubishi zat immers in financiële problemen. Intussen volgden ook rechtszaken tegen DaimlerChrysler in verband met de vermeende misleiding door de fusie als een fusie van gelijken voor te stellen. De bekendste was die van Kirk Kerkorian. Die zaak werd op 7 april 2005 beslist in het voordeel van DaimlerChrysler. In 2007 werd de fusie ontbonden toen Daimler haar belang aan de investeringsmaatschappij Cerberus verkocht.

### Overname door Fiat
Door de kredietcrisis raakte het bedrijf in 2009 in financiële problemen. Chrysler kreeg, net als General Motors, financiële ondersteuning van de overheden van Canada en de Verenigde Staten. In april 2009 werd bekend dat Chrysler ondanks de overheidssteun steeds in financiële problemen verkeerde. Op 30 april vroeg Chrysler surseance van betaling aan. In april 2009 bereikten Chrysler en Fiat overeenstemming over een volledige overname door Fiat. Op 9 juni 2009 gaf de rechter toestemming om de activiteiten te verkopen aan een nieuw opgerichte onderneming Chrysler Group LLC, met als aandeelhouders Fiat, een fonds beheerd door de vakbonden, en de Amerikaanse en Canadese overheden. Het management zal gevoerd worden door Fiat.
Fiat kreeg aanvankelijk 20% van de aandelen in handen en had een optie om de overige aandelen te verkrijgen. In juli 2011 werden de aandelen van beide regeringen in Chrysler volledig overgenomen. Het belang steeg naar meer dan 50% en Fiat kon Chrysler in de eigen cijfers consolideren. In januari 2014 volgde de laatste aanschaf, Fiat kocht de laatste 41,5% van de werknemers en werd voor de volle 100% eigenaar van Chrysler. Vanaf oktober 2014 gaat de combinatie verder als Fiat Chrysler Automobiles.

### Samensmelting met Lancia
Na de overname van Chrysler door Fiat werd duidelijk dat Fiat de merken Chrysler en Lancia in elkaar zou gaan schuiven, vergelijkbaar met Opel/Vauxhall. De gedachte hierachter was dat beide merken afzonderlijk niet genoeg bestaansrecht zouden hebben. Chrysler wordt voornamelijk in Noord-Amerika verkocht en Lancia in Europa en zijn daarmee te klein om op de lange termijn te kunnen overleven. Chrysler, dat voornamelijk grote modellen verkoopt, zal zijn modellen in Europa als Lancia gaan verkopen, terwijl Lancia op zijn beurt zijn kleinere modellen als Chrysler zal verkopen op de Ierse markt en in het Verenigd Koninkrijk. Deze modellen (de Ypsilon en de Delta) worden vooralsnog te klein geacht om verkocht te kunnen worden in Noord-Amerika.
In 2011 kreeg de Voyager/Town & Country een grote facelift, waarbij vooral het bekritiseerde interieur werd aangepakt. Tevens werd het model voorzien van het nieuwe familiegezicht van Chrysler en Lancia. In Europa zal het model verkocht worden als Lancia Voyager. In dat jaar kwam Chrysler ook met de tweede generatie van de succesvolle Chrysler 300. In Europa wordt dit model verkocht als Lancia Thema, waarbij het model ook wordt voorzien van dieselmotoren, die in de VS (nog) niet worden aangeboden. Ook werd de vermaledijde Chrysler Sebring aangepakt. Deze kreeg een geheel nieuwe voor- en achterkant. Ook het interieur werd vernieuwd. Om deze vernieuwingen kracht bij te zetten werd de naam veranderd in '200'. De sedan zal niet in Europa verkocht worden, de cabrio echter wel. Daar heeft Lancia de naam Flavia voor afgestoft.
Op dit moment bevinden Chrysler en Lancia zich nog in een overgangssituatie. De opvolgers van de huidige modellen zullen echter gezamenlijk ontwikkeld worden en zal daarmee de nieuwe, gemeenschappelijke merkwaarden gaan uitdragen. Waar Lancia zich zal concentreren op de Europese markt, zal Chrysler ook in de rest van de wereld verkocht gaan worden. Inmiddels is Chrysler bijvoorbeeld geïntroduceerd op de Chinese markt.

## Huidige modellen
- Chrysler Pacifica
- Chrysler 300(C)
- Chrysler Voyager

## Merken

### Huidige
- Chrysler
- Dodge
- Ram
- Jeep
- SRT (afkorting van 'Street and Racing Technology')
- Mopar

### Voormalige Amerikaanse
- 1928-1961: DeSoto
- 1988-1998: Eagle
- 1920-1972: Fargo
- 1955-1983: Imperial
- 1928-2001: Plymouth
- 1960-1966: Valiant

### Voormalige Europese
- 1969-1978: Barreiros
- 1967-1978: Commer
- 1967-1976: Hillman
- 1967-1975: Humber
- 1967-1977: Karrier
- 1970-1977: Simca
- 1967-1976: Sunbeam
- 1967-1970: Singer

## Markten
Dit waren de belangrijkste afzetmarkten van Chrysler in 2005:
| Land             | Aantal (x 1000) |
| ---------------- | --------------- |
| Verenigde Staten | 2305            |
| Canada           | 210             |
| Mexico           | 123             |
| Andere           | 175             |
| Totaal           | 2813            |

Buiten Noord-Amerika is Europa als geheel de belangrijkste afzetmarkt.

## Fabrieken

### Chrysler
Dit waren de fabrieken van Chrysler in 2012:
| Fabriek                   | Plaats                                  | Model(len)                                                         | Noten                    |
| ------------------------- | --------------------------------------- | ------------------------------------------------------------------ | ------------------------ |
| Belvidere Assembly        | Belvidere (Illinois, Verenigde Staten)  | Dodge Dart Jeep Compass Jeep Patriot                               | Opgestart in 1965        |
| Brampton Assembly         | Brampton (Ontario, Canada)              | Chrysler 300 Dodge Charger Dodge Challenger Lancia Thema           | Gebouwd in 1986 door AMC |
| Conner Avenue Assembly    | Detroit (Michigan, VS)                  | Dodge Viper                                                        | Gekocht in 1995          |
| Jefferson North Assembly  | Detroit (Michigan)                      | Jeep Grand Cherokee Dodge Durango                                  | Opgestart in 1992        |
| Saltillo Truck Assembly   | Saltillo (Coahuila de Zaragoza, Mexico) | Dodge Ram                                                          | Opgestart in 1995        |
| Sterling Heights Assembly | Sterling Heights (Michigan, VS)         | Chrysler 200 Dodge Avenger                                         | Gekocht van VW in 1983   |
| Toledo North Assembly     | Toledo (Ohio, VS)                       | Dodge Nitro Jeep Liberty/Cherokee                                  | Opgestart in 2001        |
| Toledo South Assembly     | Toledo (Ohio, VS)                       | Jeep Wrangler                                                      | Opgestart in 1986        |
| Toluca Assembly           | Toluca de Lerdo (Mexico, Mexico)        | Dodge Journey Fiat Freemont Fiat 500                               | Opgestart in 1968        |
| Warren Truck Assembly     | Warren (Michigan, VS)                   | Dodge Ram                                                          | Opgestart in 1938        |
| Windsor Assembly          | Windsor (Ontario, Canada)               | Chrysler Voyager/Town & Country Dodge Grand Caravan Lancia Voyager | Gebouwd in 1928          |

Op last van de Amerikaanse en Canadese overheid heeft Chrysler een aantal fabrieken moeten sluiten om in aanmerking te komen voor de zogeheten bail-out. De fabrieken die daarbij gesloten werden zijn onder meer Newark Assembly in Delaware, waar de Chrysler Aspen en Dodge Durango werden gemaakt, en St. Louis North Assembly en St. Louis South Assembly in Missouri, waar de Dodge Ram en de minivans werden gebouwd. De Sterling Heights Assembly zou in eerste instantie ook gesloten worden, maar uiteindelijk kon deze fabriek open blijven omdat Chrysler had besloten daar middenklassers te blijven bouwen.

### Joint ventures
Deze assemblagefabrieken werken voor de Chrysler Group.
| Fabriek                                         | Plaats                         | Model(len)                                                       | Noten                                                                                            |
| ----------------------------------------------- | ------------------------------ | ---------------------------------------------------------------- | ------------------------------------------------------------------------------------------------ |
| Arab American Vehicles Company                  | Caïro ( Egypte)                | Jeep Cherokee (Egyptische markt) Jeep Wrangler (Egyptisch leger) |                                                                                                  |
| Fiat-Guangzhou Automobile Group                 | Changsha city ( China)         | Jeep (Chinese markt)                                             | Op dit moment alleen voor Fiat modellen, maar Fiat is ook van plan Jeeps te gaan bouwen in China |
| Carabobo Assembly Plant (Chrysler de Venezuela) | Valencia (Carabobo, Venezuela) | Jeep Cherokee Jeep Grand Cherokee                                |                                                                                                  |

## Verkoopcijfers

### Totaal
Hier volgen de verkopen van de Chrysler Group in totalen, waar gekend:
| 2.779.900 |

| 2.813.000 |

### Verenigde Staten
Volgende zijn de verkopen van de Chrysler Group in de VS, waar gekend:
| 2.522.695 |

| 2.273.208 |

| 2.205.446 |

| 2.127.451 |

| 2.206.024 |

| 2.304.833 |

### Merkaandelen
Volgend zijn de verkoopsaandelen van de verschillende merken binnen de Chrysler Group:

## Marktaandeel

### Chrysler Group
Hieronder ziet men het marktaandeel van Chrysler Group in de VS van 1988 tot 2011:
| 15,6% |

| 13,9% |

| 13,7% |

| 13,2% |

| 12,2% |

| 12,2% |

| 14,7% |

| 14,6% |

| 14,7% |

| 16,2% |

| 15,1% |

| 16,1% |

| ~16% |

| ~14% |

| ~13% |

| ~13% |

| 12,76% |

| 13,04% |

| 13,6% |

| 13,3% |

| 13,0% |

| 10,8% |

| 8,8% |

| 9,2% |

| 10,5% |

### Andere
Ter vergelijking de evolutie van het marktaandeel van de andere grote spelers op de Amerikaanse markt:
- General Motors daalde van 35,5% in 1990 tot 27,3% in 2004.
- Ford Motor Company daalde van 23,9% naar 18,3%.
- Toyota steeg van 7,6% tot 12,2%.
- Honda steeg van 6,2% tot 8,2%
- Nissan steeg van 4,5% tot 5,8%.

## Productiecijfers

### 1925-1945
De productiecijfers in de Verenigde Staten van het begin in 1925 tot de Tweede Wereldoorlog waar bekend:
- 1925: 132.343 (+Maxwell)
- 1926: 135.520
- 1927: 182.195
- 1928: 160.670
- 1930: 77.881
- 1931: 65.500
- 1941: 161.704

### 1946-1990
De productiecijfers in de VS na de Tweede Wereldoorlog:
| - 1946: 83.310 - 1947: 119.260 - 1948: 130.110 - 1949: 124.218 - 1950: 179.299 - 1951: 163.613 - 1952: 87.470 - 1953: 170.006 - 1954: 105.030 - 1955: 152.777 - 1956: 128.322 - 1957: 122.273 - 1958: 63.681 - 1959: 69.970 - 1960: 77.285 - 1961: 96.454 - 1962: 128.921 - 1963: 128.937 - 1964: 153.319 - 1965: 206.089 - 1966: 264.848 - 1967: 218.742 - 1968: 264.853 | - 1969: 260.773 - 1970: 180.777 - 1971: 175.118 - 1972: 204.704 - 1973: 234.223 - 1974: 117.373 - 1975: 251.549 - 1976: 222.153 - 1977: 399.297 - 1978: 354.029 - 1979: 349.450 - 1980: 164.510 - 1981: 56.726 - 1982: 103.310 - 1983: 159.882 - 1984: 375.853 - 1985: 420.780 - 1986: 367.898 - 1987: 360.613 - 1988: 278.287 - 1989: 224.097 - 1990: 174.266 |  |